# African Virtual University

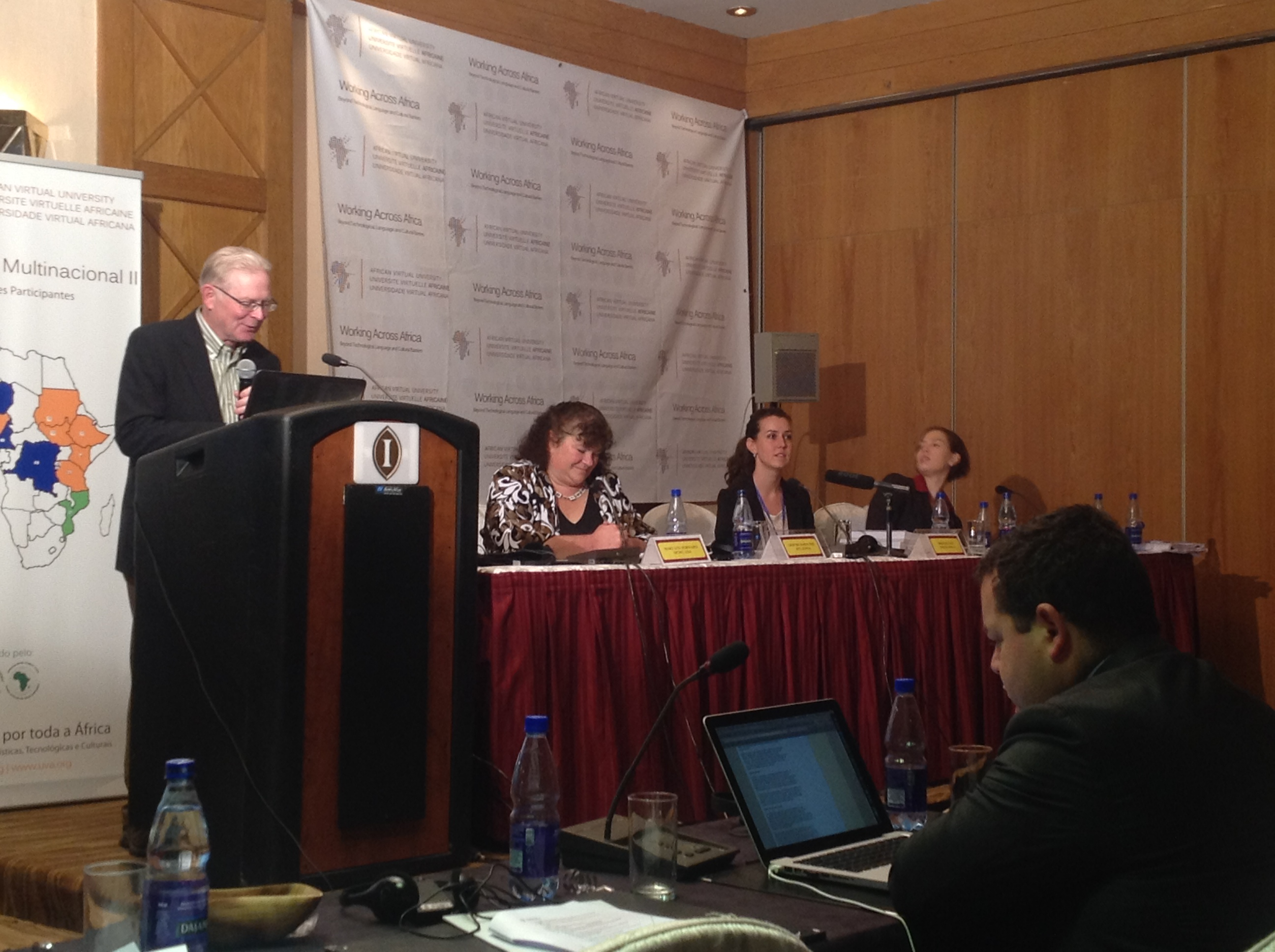
African Virtual University 1st International Conference. November 2013

Die African Virtual University (AVU) ist keine Universität im herkömmlichen Sinn, sondern ein satellitengestütztes Fernbildungs- oder E-Learning-Programm dessen Ziel es ist, südlich der Sahara gelegenen afrikanischen Ländern den Zugriff auf internationale Bildungsressourcen zu ermöglichen und sie auf diese Weise dabei zu unterstützen, Wissenschaftler, Ingenieure, Techniker und Kaufleute auszubilden, die fähig sind, die wirtschaftliche Entwicklung ihres jeweiligen Landes voranzutreiben und zu fördern. Dies soll die Zahl der Studenten afrikaweit erhöhen.
Gegenwärtig koordiniert die AVU ein Netzwerk zwischen 53 afrikanischen Partnerinstitutionen in 27 afrikanischen Ländern und ist einem Netzwerk führender Universitäten angeschlossen. Auf diese Weise soll Informations- und Kommunikationstechnologie (ICT) verbreitet und aufbereitet werden, um in den Regionalen Mitgliedsländern (RMCs) die Möglichkeiten zu Bildung und Ausbildung zu unterstützen und verbessern.
Besonders berücksichtigt werden dabei:
1. die Etablierung von Lernzentren und deren Kommunikationsmöglichkeiten zu AVU Partner Institutionen
2. die Lehrerausbildung und ein eigenes Entwicklungsprogramm
3. die Betonung des Gleichberechtigungsgedankens in und bei der AVU

Im Jahr 2006 beträgt die Zahl der registrierten Studenten etwa 3000.

## Entstehungsgeschichte
Die Initiative zur „African Virtual University“ wurde 1995 von der Weltbank (Washington) angeregt. In den Jahren von 1997 bis 1999 entstand das African Virtual University Support Project, das vom African Development Fund finanziert werden soll. (Stand: Juni 2005)